# Москейра, Хоакин
Хоакин Элиас Москейра (исп. Joaquín Elias Mosqueira; род. 1 ноября 2004, Росарио, Санта-Фе) — аргентинский футболист, полузащитник клуба «Тальерес».

## Клубная карьера
Москейра — воспитанник клубов «Ньюэллс Олд Бойз», «Коронел Арнольд», «Атлетико Пухато», «Ренато Сесарини» и «Унион Санта-Фе». 8 апреля 2023 года в матче против «Бельграно» он дебютировал в аргентинской Примере в составе последних. 26 августа в поединке против «Эстудиантеса» Хоакин забил свой первый гол за «Унион Санта-Фе». В начале 2025 года Москейра перешёл в «Тальерес», подписав контракт на четыре года. 10 февраля в матче против «Лануса» он дебютировал за новую команду.